# Knivberget
Knivberget är ett naturreservat i Arvidsjaurs kommun i Norrbottens län.
Området är naturskyddat sedan 1997 och är 0,9 kvadratkilometer stort. Reservatet omfattar de högre delarna av berget med detta namn och dess norrsluttning och myrar i nordväst. Reservatet består främst av gran men även tall finns.